# Estadio El Bayu
El estadio de El Bayu es un estadio de fútbol de la localidad asturiana de Pola de Siero, en el norte de España. Fue inaugurado en el año 2006, tras la demolición del antiguo Estadio Luis Miranda y tiene unas dimensiones de 108x65 metros, césped sintético y una capacidad de 5000 espectadores.
En este estadio disputa sus partidos como local el Club Siero, que milita en la Primera RFFPA así como el Club Deportivo Romanón, dedicado al fútbol base, y también el Atlético de Siero, de la Segunda Regional y sus respectivas categorías de fútbol base. El proyecto original contemplaba además instalaciones polideportivas en el entorno, así como un aparcamiento de gran capacidad, el incumplimiento del mismo por parte de la empresa promotora llevó al ayuntamiento a los juzgados.